# Саламандра Барбура
Саламандра Барбура (Nototriton barbouri) — вид земноводних з роду Мохова саламандра родини Безлегеневі саламандри. Отримала назву на честь американського зоолога Томаса Барбура.

## Опис
Довжина тіла без хвоста складає в середньому 4 см. Голова товста та широка. Очі опуклі. Ніздрі маленькі. Губні виступи великі лише у самців. В останніх також більше зубів на верхній щелепі, ніж у самиць. Тулуб витягнутий. Кінцівки короткі та стрункі з добре розвиненими пальцями. Хвіст доволі довгий, який дещо звужено біля основи. забарвлення спини коливається від світло-коричневого до чорного, черево частіше світло-коричневе.

## Спосіб життя
Полюбляє гірські вологі ліси. Її улюблені місця проживання — низька рослинність або стовбури дерев, також часто трапляється на землі серед моху. Зустрічається на висоті 860–1990 м над рівнем моря.
Самиця відкладає від 5 до 19 яєць.

## Розповсюдження
Поширена у північному і центральному Гондурасі в районі департаментів Атлантида, Йоро і Кортес.